# Коатакорн
Коатакорн (фр. Coatascorn) насеље је и општина у северозападној Француској у региону Бретања, у департману Приморје која припада префектури Ланион.
По подацима из 2011. године у општини је живело 250 становника, а густина насељености је износила 31,06 становника/km². Општина се простире на површини од 8,05 km². Налази се на средњој надморској висини од 90 метара (максималној 101 m, а минималној 28 m).

## Демографија
| 1962. | 1968. | 1975. | 1982. | 1990. | 1999. | 2011. |
| ----- | ----- | ----- | ----- | ----- | ----- | ----- |
| 231   | 281   | 244   | 211   | 209   | 226   | 250   |

График промене броја становника у току последњих година